# غدا يعود الحب (فلم)
غدًا يعود الحب  فيلم دراما رومانسي مصري من تأليف وإخراج نادر جلال عام 1971 في تجربته الأولى في إخراج الأفلام الروائية الطويلة. الفيلم من بطولة نيللي ونور الشريف وعقيلة راتب ومحمود المليجي  وتدور الأحداث حول علاقة بين سامي وألفت التي تحمل وتطلب الزواج من سامي الذي يطالبها بالإجهاض.
صدر الفيلم إلى دور العرض المصرية في أول يناير 1971.
منح موقع قاعدة بيانات الأفلام العربية «السينما.كوم» الفيلم درجة 5.8/ 10.

## طاقم التمثيل
نيللي: في دور ألفت عبد الرحمن (يتيمة وأرملة في سن الشباب)
نور الشريف: في دور سامي عبد الحميد (مهندس شاب متوسط الحال)
عقيلة راتب: في دور سعاد (هاجرت ابنتها وتعمل لكسب عيشها)
محمود المليجي: في دور شكري (أستاذ سامي في كلية الهندسة)
أحمد شكري: في دور عزيز (صديق سامي)
رجاء عبد الحميد: في دور الداية (تقوم بعمليات إجهاض غير قانونية)
علي مصطفى: في دور محروس
أشواق: في دور ليلى (صديقة ألفت)
بالاشتراك مع: إبراهيم فتحي - حسن أنيس - نجوى فؤاد (رقص) - سناء الباروني (غناء)

## أحداث الفيلم
تتفرق أسرة سامي عبد الحميد (نور الشريف) وهو في سن صغيرة، حيث يتزوج الأب من سيدة غير والدة سامي التي تتزوج أيضا من رجل غير الأب. يتحمل سامي مسئولية نفسه، ويكافح ويتخرج من كلية الهندسة، ويتم تعيينه في أحد الشركات الهندسية. يعرض سامي عن الحب والزواج حتى لا يعيقه عن تحقيق حلمه.
تعيش ألفت عبد الرحمن (نيللي) في مسكن مع زميلتها سعاد (عقيلة راتب)، التي سافرت إبنتها الوحيدة زيزي مع زوجها إلى كندا. وألفت فتاة من أسرة بسيطة وتعمل بوظيفة متواضعة بعد موت زوجها المسن لتصبح أرملة شابة. تلتقي ألفت بسامى في حفلة عيد زواج، أصدقاء مشتركين، ويشرب سامى حتى الثمالة، وتشرب ألفت لأول مرة في حياتها، مجاملة لصديقتها ليلى (أشواق)، ويطلب صاحب الحفل عزيز (أحمد شكري) من صديقه سامي، ان يوصل ألفت بسيارته لمنزلها. وفى السيارة يعاشر سامي الشابة فاقدة الوعي التي تتأكد بعد شهرين من حملها. تتوجه ألفت إلى سامي في مكان عمله، بناء على نصيحة زميلتها سعاد، وتخبره بحملها، وتطالبه بتحمل المسؤولية، ولأن الزواج عائقا أمام مستقبل سامي، وهو في الثلاثين، يقرر أن يحل المشكلة بالتخلص من الجنين، حيث أن مرتبه لا يكفي للزواج، توافق ألفت التي استسلمت لسامي تماما بعد أن شعرت بميل نحوه، وأصبحت على إستعداد لفعل أي شيء يطلبه منها. يرفض جميع الأطباء إجراء عملية الإجهاض، فيلجأ سامي إلى زكية الداية (رجاء عبد الحميد) عن طريق محروس (علي مصطفى)، ولكن أثناء خضوع ألفت لعملية الإجهاض، يقرر سامي فجأة، العدول عن فكرة التخلص من الجنين، ومنع القابلة من إتمام عملية الإجهاض. يقترح سامي على ألفت الزواج، لتصحيح خطأه من ناحية، وتجنيبها الفضيحة من ناحية أخرى، ولكن ألفت رفضت زواجه، لأنها كانت تريد منه زواجها من أجلها هي وليس من أجل حل المشكلة، فقد سبق لها الزواج من رجل لا يربطها به شيء، فعاشت حياة وكأنها لا وجود لها، ولا تريد تكرار المأساة السابقة. مع استمرار لقاءات سامي وألفت ينمو الحب بينهم ويستعد سامى لإحضار الدبل بالاتفاق مع سعاد، التي تمده بالمال سرا، على سبيل القرض، ولكن ألفت تدرك ما يحدث وتواجه سامي بشكها في حبه لها، وتقدم على الانتحار ويتم إنقاذ حياتها، غير انها فقدت جنينها الذي كان يربطها بسامى، وهنا يتقدم لها سامي يعرض عليها حبه، ويطلب الزواج بها.

## استقبال الفيلم
كتب الناقد السينمائي محمود قاسم على موقع صحيفة الشروق في 19 يونيو 2020 عن الاقتباس وتحويل الأفلام الأمريكية إلى الشاشة المصرية، وخص بالذكر أفلام المخرج الأمريكي روبرت موليجان Robert Mulligan (1925 - 2008)  وهي من الأفلام الناجحة تجاريا وقال: "استولى الكتاب المصريون على أفلام موليجان بشكل ملحوظ، دون ان يذكروها في العناوين، وكالعادة فإنهم نسبوها إلى أنفسهم"، وتابع: "الحب مع الغريب المناسب Love with the Proper Stranger" الذي قام ببطولته ستيف ماكوين وناتالي وود عام 1963، فقد رأيناه باسم "غدا يعود الحب"، وهو واحد من الأفلام الأولى لنادر جلال، عام 1972، بطولة نور الشريف ونيللي"، وكتب: "لم يذكر الكاتب المصرى فيها أي إشارة إلى المصدر الأجنبى، وكان كتابنا على اختلاف أهميتهم يتعمدون أن يتجاهلوا ذكر مصادرهم..... كان من المفروض أن نذكر أسماء من كتبوا هذه السيناريوهات واقتبسوها."
وأكدت صحيفة صدى البلد نفس المعلومات عن المخرج نادر جلال وكتبت في 29 يناير 2019 مؤكدة أن تجربته الأولى في الأفلام الروائية الطويلة كانت عندما: «تُنتج له والدته فيلمه الأول» غدًا يعود الحب«، لنور الشريف ونيللي، عام 1971، الذي كتب له السيناريو بنفسه»، بالإشارة إلى منتجة الفيلم خلافاً لما ظهر على الشاشة من أن المنتجة هي «ماري كويني».
كتب موقع كاروهات: "محاولة غير مقنعة لعرض قضية اجتماعية هامة: هذا الفيلم كان أول إخراج للمخرج نادر جلال ويبدو إنه اراد طرح قضية اجتماعية هامة ولكنه افتقد فيها للإقناع والواقعية"، وتابع الموقع: "بعد أن يأخذها لإجراء عملية الإجهاض في مشهد مفتعل يرفض إتمامها على أخر لحظة بلا سبب مقنع"، وتنتهي المقالة قائلةً: "كانت هذه المحاولة الأولى للمخرج نادر جلال في الإخراج فكانت تحمل كل أخطاء التجربة الأولى.

## روابط خارجية
- مقالات تستعمل روابط فنية بلا صلة مع ويكي بيانات
- غدًا يعود الحب على موقع الدهليز
- غدًا يعود الحب على موقع كاروهات

https://www.themoviedb.org/movie/750795 غدًا يعود الحب (فيلم)
https://letterboxd.com/film/tomorrow-love-returns/ غدًا يعود الحب (فيلم)